# ویلیام وینر
ویلیام وینر (عبری: ויליאם ויינר‎؛ ارمنی: Վիլյամ Վայներ زادهٔ ۲۵ نوامبر ۱۹۵۵) موسیقی‌دان یهودی‌تبار اهل ارمنستان است.

## زندگی‌نامه
وی در ۲۵ نوامبر ۱۹۵۵  در ایروان به دنیا آمد و از کنسرواتوار دولتی کومیتاس ایروان فارغ‌التحصیل شد. وی همچنین برندهٔ جوایزی همچون چهره هنری شایسته جمهوری ارمنستان شده‌است. 